# Židé v Brně

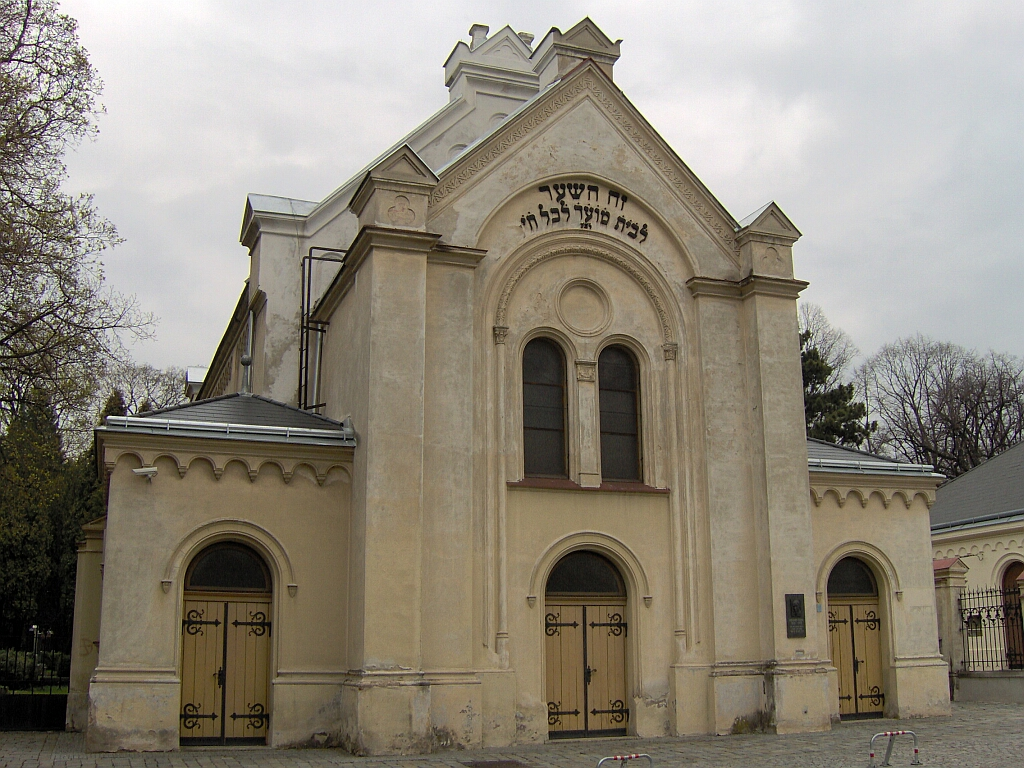
Obřadní síň na židovském hřbitově v Brně

Brněnští Židé sídlili zcela jistě od poloviny 13. století v jihovýchodní části dnešní brněnské čtvrti Brno-město. V následujících staletích se jejich počet zvyšoval, v důsledku napětí mezi husity a katolíky se postavení Židů zhoršovalo, až nakonec kazatel Jan Kapistrán podnítil brněnské měšťany, aby si roku 1454 vymohli na králi Ladislavu Pohrobkovi povolení k vyhnání Židů, kteří pro měšťany představovali rovněž nepříjemnou obchodní konkurenci. Následující čtyři staletí se tak Brno pro Židy stalo zapovězeným městem, usídlit se v něm mohli jen ve výjimečných případech.
K obnově židovského osídlení v Brně došlo po zrovnoprávnění židů březnovou ústavou roku 1849. Roku 1852 Židů založili židovský náboženský spolek, zřídili židovský hřbitov a roku 1855 dokončili výstavbu nové synagogy. Roku 1859 se nakonec židovský náboženský spolek přeměnil na náboženskou obec.

## Středověké židovské osídlení (cca 1254–1454)

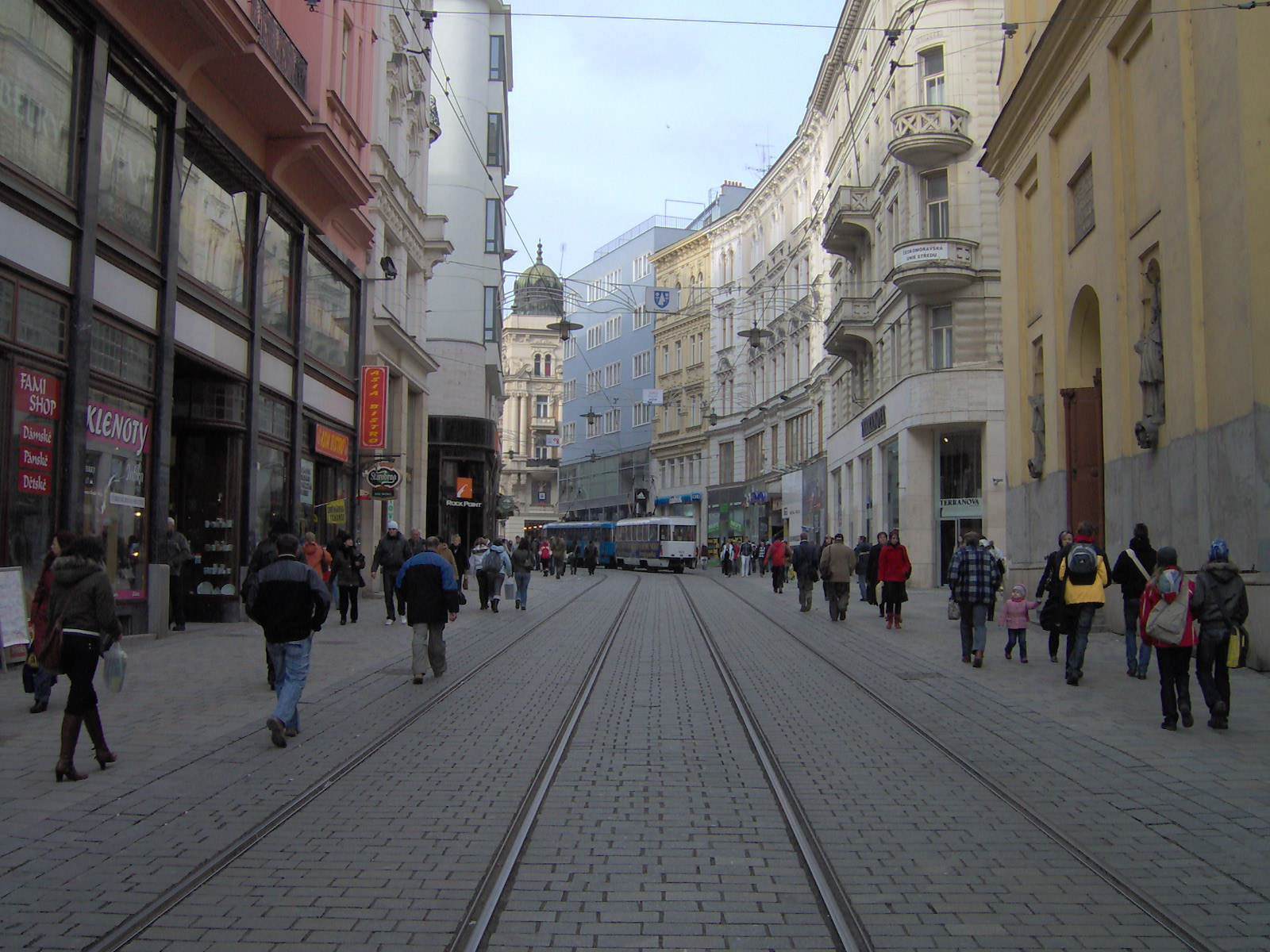
Masarykova ulice, dříve centrální ulice středověké brněnské židovské čtvrti

Datum prvního usazení Židů v Brně není přesně známé, jistě zde bydleli za vlády krále Přemysla Otakara II. (1253–1278), první písemný doklad židovského osídlení v Brně ovšem pochází až z roku 1273. V této době sice museli Židé bydlet v ghettu, ve své činnosti však příliš omezováni dosud nebyli, a panovník je naopak často jakožto servi camerae spíše podporoval. Z rozvoje města v následujících desetiletích těžili také Židé. Židovská komunita v Brně v polovině 14. století představovala zřejmě největší židovskou obec v Moravském markrabství, neboť roku 1348 brněnští Židé platili 100 kop grošů, zatímco olomoučtí a znojemští Židé pouze po 40 kopách. Počet Židů se v této době odhaduje asi na 1 000.
Do styku s křesťany přicházeli Židé většinou při své obchodní činnosti nebo při poskytování půjček. Podle záznamů v úředních knihách mohli Židé v této době nabývat nemovitého majetku, dokonce i deskových statků, a obhospodařovat zemědělskou půdu. Takového majetku ovšem židovští kupci většinou využívali jen ke spekulacím: prodávali je, jakmile jejich hodnota stoupla.
Od roku 1345 se počet Židů ještě více zvyšoval, neboť Karel IV. povolil Židům svobodné usazování ve městě. Židovská čtvrť se nakonec rozkládala v oblasti, kterou přibližně vymezovala Židovská brána (postavena roku 1350), Měnínská brána a Zelný trh. Středem této oblasti procházela Židovská ulice (Judengasse, dnes Masarykova), synagoga stála na místě dnešního kostela svaté Maří Magdaleny a židovský hřbitov se nacházel v oblasti dnešního hlavního nádraží.
Po vypuknutí husitských válek roku 1419 se postavení Židů zhoršilo, ve městě však zůstat mohli. V polovině 15. století však na Moravu přišel katolický kazatel Jan Kapistrán, který moravská královská města podnítil k tomu, aby si na králi Ladislavu Pohrobkovi vymohla privilegium de non tolerandis Judaeis, na základě něhož museli Židé do 11. listopadu 1454 opustit také Brno. Vyhnaní Židé, mezi nimiž byl i významný rabín Jisra'el Bruna, se pak zpravidla usazovali v okolních vrchnostenských městech.

## Zakázané Brno (1454–1848)

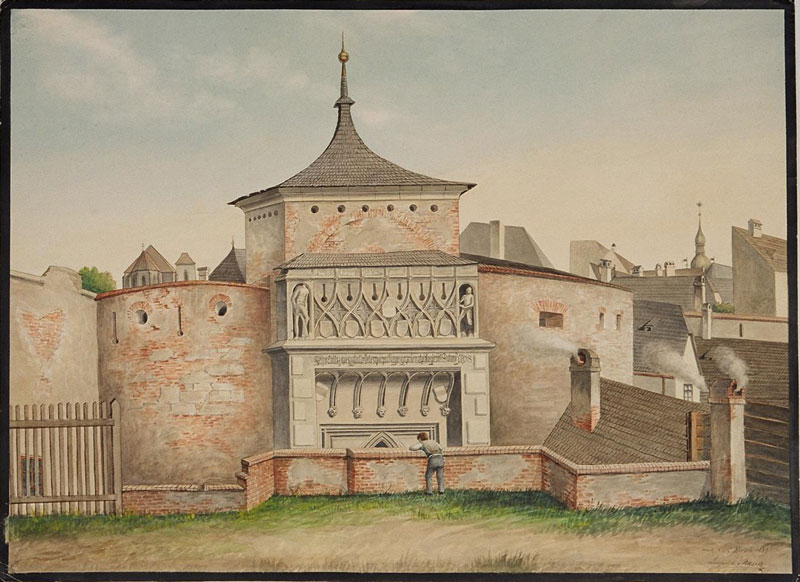
Židovská brána před rokem 1835

Bezmála po čtyři další staletí se Židé nesměli v Brně usazovat. Mohli sice navštěvovat brněnské trhy, od roku 1546 však museli u městské brány platit dvojnásobně vyšší mýtné než křesťané. Pokusy měšťanů a zemského sněmu vyloučit Židy z trhů zcela však zarazila královská komora. Právo navštěvovat výroční i týdenní trhy nakonec Židé získali od císaře Ferdinanda II. roku 1627, jenž potřeboval od Židů peníze na vedení třicetileté války. Po skončení války si však města vymohla opětovné zpřísnění pravidel.
V první polovině 18. století několik bohatých a státu užitečných Židů získalo povolení k pobytu v Brně, několik dalších mohlo do města vcházet, drtivé většině Židů však město zůstalo zapovězeno. Uvolnění se dostavilo až s vydáním tolerančního patentu Josefem II. roku 1782, který umožnil Židům navštěvovat křesťanské školy včetně vysokých škol. Od této chvíle mohli v královských městech, a tedy i v Brně, bydlet židovští studenti a učni a jejich rodiče je mohli navštěvovat. Ve městě se mohli usazovat také židé, kteří chtěli ve městě zřídit fabriku nebo zde provozovat „nějaké prospěšné řemeslo“.
Toto uvolnění vedlo k tomu, že roku 1797 mohlo 12 židů žít přímo v Brně a 113 dalších v předměstí, roku 1834 jich žilo ve městě i předměstí dohromady 135. Ačkoli v celkovém počtu 17 262 obyvatel se jednalo o zanedbatelný počet, jednalo se zpravidla o bohaté židy, kteří hráli významnou roli pro rozvoj brněnského hospodářství. Jednalo se zejména o rodinu Gomperzů nebo o Jakoba Hällera, jež v Brně založil továrnu na bavlněné zboží.

## Židovské osídlení po zrovnoprávnění židů (1849)

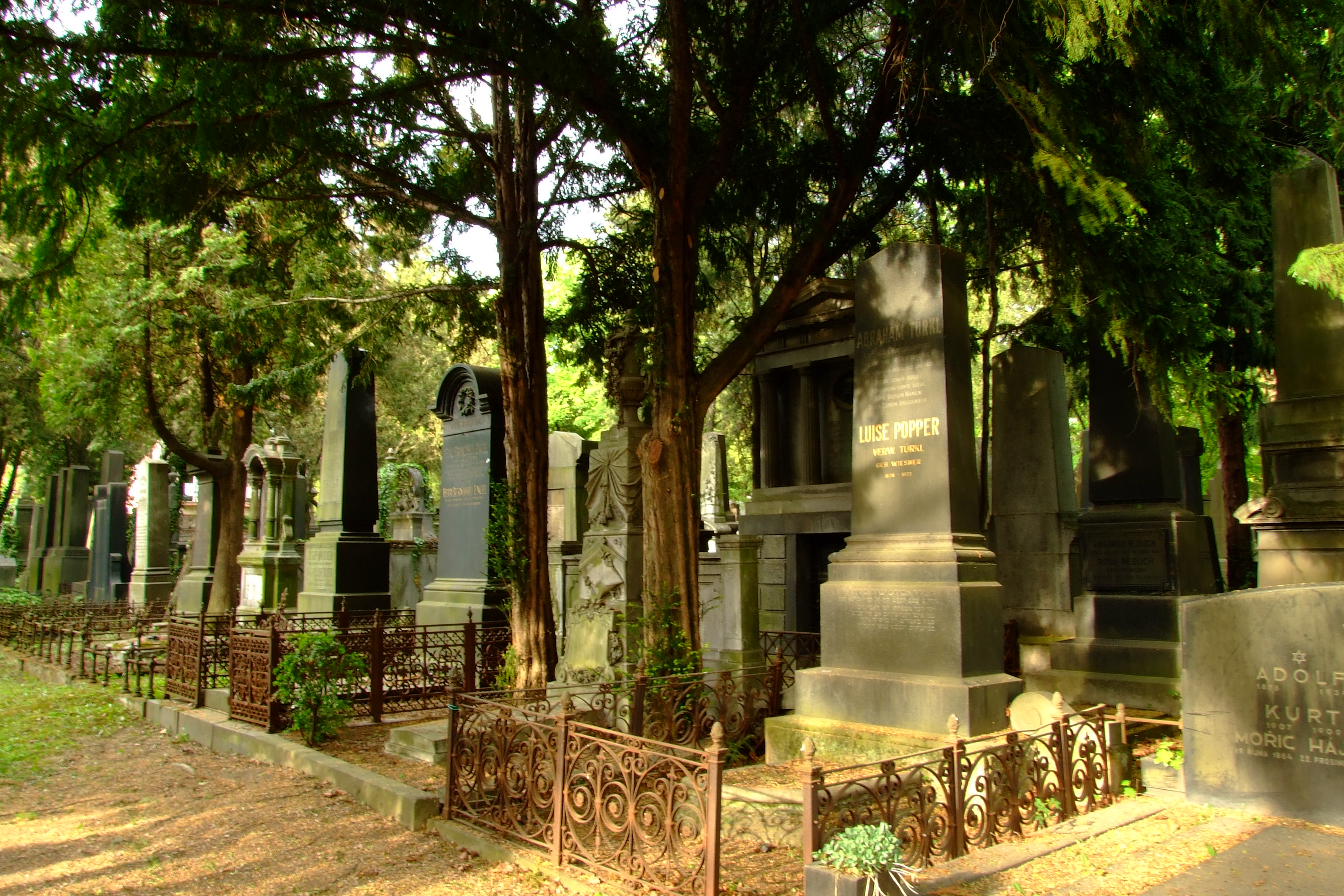
Brněnský židovský hřbitov

Březnová ústava roku 1849 zaručovala všem občanům říše, tedy i židům, rovná práva a svobodu stěhování v rámci říše. Židé toho využili a začali se ve značné míře do Brna z bývalých vrchnostenských měst stěhovat. Podle „prozatímního výnosu“ Moravského gubernia měli židé platit daně jedné z 52 židovských obcí existujících před rokem 1849. V Brně ovšem žádná taková obec nebyla, takže židé museli platit daně obcím, jejichž služeb téměř vůbec nevyužívali. Usilovali tudíž o zřízení vlastní obce, Moravské gubernium jim však roku 1852 dovolilo založit jen židovský náboženský spolek, což je povinnosti platit daně některé mimobrněnské obci nezbavilo. Navíc členství v náboženském spolku bylo pouze dobrovolné, takže příspěvky platila jen část židů.
Přesto se židovskému náboženskému spolku podařilo v několika následujících letech zřídit židovský hřbitov v Židenicích (1852) a postavit na předměstí Křenová synagogu (1853–1855). Roku 1859 nakonec ministerstvo pro kult a vyučování povolilo, aby se brněnský židovský náboženský spolek přeměnil na židovskou náboženskou obec a od následujícího roku měli brněnští židé platit daně nikoli mimobrněnským obcím, nýbrž brněnské židovské obci.